# Святой Илья (гекбот)
«Святой Илья» или «Санкт Илья» — гекбот Каспийской флотилии Российской империи.

## Описание судна
Парусный трёхмачтовый гекбот с деревянным корпусом. Вооружение гекбота состояло из 10 орудий. Во время экспедиции по уничтожению персидского флота экипаж судна состоял из 50 матросов.
Единственный гекбот Каспийской флотилии, носивший это наименование, также в составе Балтийского флота Российской империи несли службу два одноимённых фрегата 1703 и 1714 годов постройки.

## История службы
22 июля (2 августа) 1751 года астраханским губернатором И. О. Брылкиным был получен приказ от Иностранной коллегии снарядить два корабля для уничтожения персидского флота, обнаруженного в 1746 году гекботом «Рафаил», при этом строителя флота Джона Эльтона необходимо было пленить и доставить в Россию. Командиром астраханского порта лейтенантом майорского ранга Андреем Аболешевым были подготовлены два судна гекбот «Святой Илья» и 12-пушечная шнява «Святая Екатерина». Командующим экспедицией и гекботом был назначен лейтенант Михаил Рагозео, а шнявой — лейтенант Илья Токмачев. Экипаж каждого из судов на время экспедиции состоял из 50 матросов, запас пороха, ядер, книпелей и картечи из расчета по 12 выстрелов на орудие, также экспедиции были переданы 100 трехфунтовых гранат и 30 фунтов иранской нефти высшей очистки. 27 июля (7 августа) командующий экспедицией Михаил Рагозео получил все необходимые инструкции и 28 июля (8 августа) корабли вышли из Астрахани к берегам Персии.
Посетив Дербент и Баку, 5 (16) сентября 1751 года отряд прибыл в Энзели, где сотрудники российского консульства, сообщили Михаилу Рагозео о смерти Джона Эльтона и о разрушении построенного им адмиралтейства. После этого кораблями отряда были обнаружены места стоянки двух крупных трёхмачтовых персидских судов, которые находились без охраны в устье реки Сефидруд. Под видом пиратов в ночь на 18 (29) сентября сформированный из экипажей гекбота и шнявы отряд под командованием мичмана И. В. Токмачева на двух шлюпках скрытно подошел к кораблям, облил их нефтью и полностью сжёг. Еще два бота персидского флота в течение экспедиции не были обнаружены в связи со сложностью плаваний в сезон осенних штормов на востоке у Астрабадского залива. 24 сентября (5 октября) во время плавания у Астары командир гекбота Михаил Рагозео заболел и скончался на борту корабля. После смерти Михаила Рагозео командование гекботом и экспедицией принял Илья Токмачёв и 12 (23) октября привёл оба судна в Астрахань.

## Командиры гекбота
В разное время командирами гекбота «Святой Илья» в составе Российского императорского флота служили:
- лейтенант М. Рагозео (до 24 сентября (5 октября) 1751 года)[6][8];
- лейтенант И. В. Токмачев (c 24 сентября (5 октября) 1751 года)[9][10].